# Polydora robi
Polydora robi är en ringmaskart som beskrevs av Williams 2000. Polydora robi ingår i släktet Polydora och familjen Spionidae. Inga underarter finns listade i Catalogue of Life.